# 214772 UNICEF
214772 UNICEF è un asteroide della fascia principale. Scoperto nel 2006, presenta un'orbita caratterizzata da un semiasse maggiore pari a 3,1176454 UA e da un'eccentricità di 0,0588611, inclinata di 7,62738° rispetto all'eclittica.